# Home Children
Home Children là một thuật ngữ thường dùng để chỉ các đề án di dân trẻ em được Kingsley Fairbridge thành lập năm 1869, theo đó hơn 100.000 trẻ em được gửi đến Úc, Canada và New Zealand từ Vương quốc Anh. Tại Úc, trẻ em như thế được gọi là "người Úc bị lãnh quên".
các chương trình di dân trẻ nhỏ bắt đầu vào năm 1618 theo đó đưa hàng ngàn trẻ em Anh từ các gia đình nghèo sang Úc, Canada và các cựu thuộc địa mãi cho đến cuối thập niên 1960. Nhiều người trong số này sau đó bị đưa vào tù hay thành lao động làm việc trong các nông trại.